# ZARD BLEND II〜LEAF & SNOW〜
『ZARD BLEND II 〜LEAF & SNOW〜』（ザード・ブレンド・ツー リーフ・アンド・スノー）は、ZARDのセレクションアルバム。規格品番はJBCJ-9002。デジパック形態。

## 解説
- 前作『ZARD BLEND〜SUN & STONE〜』から4年ぶりに発売された、セレクションアルバムの第2弾。アルバム未収録となっていたカップリング曲が多く収録されている。その事から実質的に、ZARDにとって唯一の「裏ベスト・アルバム」とも言える内容になっている。また、前作同様全曲がリマスタリングされている。
- 初収録として、Barbierのカバーとして「クリスマス・タイム」と、1996年から1997年当時に放送されていたキヤノンCMバージョンの「永遠」を収録している。また最後の「永遠」が終わると、シークレットトラックで「遠い星を数えて」が収録されている（こちらは通常バージョン）。
- 当初は新曲「Seven Rainbow」と全曲がリミックスされた内容でリリースされる予定だった。また「Seven Rainbow」は、後に「ときめきメモリアル SOUND BLEND 〜featuring ZARD〜」、34thシングル「さわやかな君の気持ち」のカップリングに収録されている（共にアレンジが異なる）。
- ジャケット写真は北海道豊頃町のハルニレの木である。
- 本作発売に合わせ販促グッズとしてブランケットが制作され、雑誌やラジオ番組等でプレゼントされた。

## 収録曲
| 全作詞: 坂井泉水。 |                                          |          |            |                    |
| #                  | タイトル                                 | 作詞     | 作曲       | 編曲               |
| 1.                 | 「私だけ見つめて」                       | 坂井泉水 | 栗林誠一郎 | 明石昌夫           |
| 2.                 | 「あなたを感じていたい」                 | 坂井泉水 | 織田哲郎   | 織田哲郎           |
| 3.                 | 「もう少し あと少し…」                   | 坂井泉水 | 栗林誠一郎 | 明石昌夫           |
| 4.                 | 「My Baby Grand 〜ぬくもりが欲しくて〜」 | 坂井泉水 | 織田哲郎   | 池田大介           |
| 5.                 | 「黄昏にMy Lonely Heart」                | 坂井泉水 | 栗林誠一郎 | 明石昌夫           |
| 6.                 | 「Boy」                                  | 坂井泉水 | 栗林誠一郎 | 明石昌夫           |
| 7.                 | 「Stray Love」                           | 坂井泉水 | 川島だりあ | 明石昌夫           |
| 8.                 | 「Take me to your dream」                | 坂井泉水 | 川島だりあ | 明石昌夫           |
| 9.                 | 「You and me（and…）」                   | 坂井泉水 | 織田哲郎   | 葉山たけし         |
| 10.                | 「あなたに帰りたい」                     | 坂井泉水 | 栗林誠一郎 | 明石昌夫           |
| 11.                | 「Just for you」                         | 坂井泉水 | 栗林誠一郎 | 明石昌夫・池田大介 |
| 12.                | 「Ready,Go!」                            | 坂井泉水 | 川島だりあ | 葉山たけし         |
| 13.                | 「Change my mind」                       | 坂井泉水 | 栗林誠一郎 | 葉山たけし         |
| 14.                | 「カナリヤ」                             | 坂井泉水 | 栗林誠一郎 | 明石昌夫           |
| 15.                | 「クリスマス タイム（ZARD Version）」    | 坂井泉水 | 栗林誠一郎 | 徳永暁人           |
| 16.                | 「永遠 〜君と僕との間に〜」              | 坂井泉水 | 徳永暁人   | 徳永暁人           |
| 17.                | 「遠い星を数えて」                       | 坂井泉水 | 栗林誠一郎 | 徳永暁人           |

## 楽曲解説
1. 私だけ見つめて
7thシングル「君がいない」のカップリング曲。アルバム初収録。
2. あなたを感じていたい
13thシングル。
3. もう少し あと少し…
9thシングル。
4. My Baby Grand 〜ぬくもりが欲しくて〜
23rdシングル。
5. 黄昏にMy Lonely Heart
10thシングル「きっと忘れない」のカップリング曲。アルバム初収録。なお、初期生産シングル収録時とはドラムのミックスが異なったバージョンが収録されており、追加生産されたシングルや後に発売された追悼アルバム「Soffio di vento」にも当該作のミックスで収録された。
6. Boy
11thシングル「この愛に泳ぎ疲れても／Boy」の2曲目。アルバム初収録。
7. Stray Love
6thシングル「負けないで」のカップリング曲。アルバム初収録。
8. Take me to your dream
13thシングル「あなたを感じていたい」のカップリング曲。アルバム初収録。
9. You and me（and…）
4thアルバム『揺れる想い』収録曲。
10. あなたに帰りたい
5thアルバム『OH MY LOVE』収録曲。イントロギターソロがカットされているバージョン。
11. Just for you
8thシングル「揺れる想い」のカップリング曲。アルバム初収録。
12. Ready,Go!
14thシングル「Just believe in love」のカップリング曲。アルバム初収録。
13. Change my mind
18thシングル「心を開いて」のカップリング曲。アルバム初収録。
14. カナリヤ
9thシングル「もう少し あと少し…」のカップリング曲。アルバム初収録。
15. クリスマス タイム（ZARD Version）
栗林誠一郎がBarbier名義でリリースしたシングル「クリスマス タイム」のセルフカバー。
アルバム収録曲だったため、オリジナルカラオケの音盤化はされていなかったが、2017年11月29日発売「ZARD CD＆DVD COLLECTION　第21号　サヨナラは今もこの胸に居ます」の付属CDにて初音盤化された。
16. 永遠 〜君と僕との間に〜
22ndシングル。ここに収録されているものはキヤノン「NEW EOS KISS」のCMで使用されたショートバージョンである。
  - 遠い星を数えて（シークレットトラック）

21stシングル「風が通り抜ける街へ」のカップリング曲。